# SK Sturm Graz
 (août 2024).
Si vous disposez d'ouvrages ou d'articles de référence ou si vous connaissez des sites web de qualité traitant du thème abordé ici, merci de compléter l'article en donnant les références utiles à sa vérifiabilité et en les liant à la section « Notes et références ».
 (février 2024).
Maillots
Actualités
Le SK Sturm Graz est un club de football autrichien, basé à Graz, la deuxième ville d'Autriche.
Fondé en 1909, le club remporte le championnat d'Autriche à cinq reprises, en 1998, 1999, 2011,2024 et 2025. Il partage avec son rival local, le Grazer AK, la résidence du Stadion Graz-Liebenau, renommé UPC-Arena en 2006.

## Histoire

### Débuts amateurs
Le Sturm Graz est fondé en 1909 par la communauté ouvrière de la ville, en opposition au plus bourgeois Grazer AK créé quelques années plus tôt. Longtemps le club évolue dans le championnat amateur de Styrie, dont il est vainqueur à onze reprises entre 1921 et 1949.
Entre 1941 et 1943, le Sturm Graz participe avec difficulté à la Gauliga Donau-Alpenland, la compétition rassemblant les meilleurs clubs d'Autriche dans le cadre de l'annexion du pays par le Troisième Reich.

### Découverte de l'élite
En 1949 le championnat d'Autriche, rebaptisé Staatsliga, est ouvert aux clubs extérieurs de Vienne. Champion de Styrie, le Sturm Graz y est promu. Il en est relégué en 1954 puis en 1958. Il y fait un bref retour en 1964-1965 puis à partir de 1966.
En 1970, sous la direction de Gerd Springer (en), le club termine 3e et se qualifie pour la Coupe des villes de foires 1970-1971, dont il est éliminé au 2e tour par Arsenal FC. Le club s'installe dès lors dans le top 10 autrichien, participant à la nouvelle Coupe UEFA en 1974 et 1978. Finaliste malheureux de la coupe d'Autriche en 1975 face au FC Wacker Innsbruck, champion d'Autriche, le Sturm Graz joue la Coupe d'Europe des vainqueurs de coupe de football 1975-1976 dont il atteint les quarts de finale.
En 1981, Otto Barić mène son équipe à la 2e place en championnat. Elle bat le FK CSKA Moscou en Coupe UEFA 1981-1982 puis s'incline face à l'IFK Göteborg. Deux ans plus tard, elle atteint les quarts de finale de la compétition mais s'incline face à Nottingham Forest après prolongation. Elle termine encore à la 3e place en 1988 et 1991.

### Les années Osim
En décembre 1992, un nouveau président, Hannes Kartnig, est nommé, accompagné de Heinz Schilcher. Pour faire face aux dettes importantes du club, il est décidé de réduire le train de vie du club et de faire confiance aux jeunes joueurs du club. À l'été 1994, le club fait appel à Ivica Osim, ancien sélectionneur de la Yougoslavie. Ce dernier tire le meilleur de son jeune effectif, qu'il renforce avec quelques éléments d'expérience. L'équipe atteint la 2e place du championnat en 1995 et 1996 et remporte en 1996 le premier trophée national du club, la coupe d'Autriche, face à l'Admira Wacker. En 1997, les Noir et Blanc reculent d'un rang en championnat mais remportent une nouvelle fois la coupe nationale.
La saison 1997-1998 est triomphale, le Sturm Graz remporte le titre avec 19 points d'avance sur le Rapid Vienne, un record. Son trio d'attaque Haas-Reinmayr-Vastic est particulièrement prolifique. L'année suivante, le club réalise un historique triplé national championnat-coupe-supercoupe.
Le club autrichien fait sa première apparition en Ligue des champions en 1998-1999, où il rencontre notamment le Real Madrid et l'Inter Milan. L'année suivante il doit encore s'incliner en phase de poule face à Manchester United, l'Olympique de Marseille et le Croatia Zagreb. Devancé par le FC Tirol en championnat en 2000, le Sturm Graz s'offre cependant une nouvelle épopée en Ligue des champions. Après avoir notamment éliminé le Feyenoord Rotterdam en qualifications, ils terminent premiers de leur groupe, devant les Glasgow Rangers, le Galatasaray et Monaco, puis s'inclinent au 2e tour face à Valence, Manchester United et le Panathinaikos.
Le départ de joueurs importants, les 4e et 2e places en championnat en 2001 et 2002, et les critiques croissantes du président conduisent au départ d'Osim en 2002.

### Consolidation
Après les brefs passages de Franco Foda puis Gilbert Gress, l'arrivée du Serbe Mihailo Petrović, ancien joueur emblématique du Sturm Graz, ramène un peu de stabilité. Mais le club doit faire face à de graves soucis financiers, qui le mènent au bord de la banqueroute en 2005-2006.
En 2006, Foda (un ancien joueur devenu entraineur au sein du club) revient sur le banc. Malgré une pénalité de 13 points pour insolvabilité, il assure le maintien du club, qui retrouve progressivement des ambitions. 4e pendant trois saisons d'affilée, l'équipe atteint la phase de groupe de la Ligue Europa 2009-2010 et remporte une 4e coupe d'Autriche. En 2011, les Noir et Blanc remportent un 3e titre de champion.
Éliminé en tour préliminaire de la Ligue des champions, il dispute sans succès la phase de groupe de la Ligue Europa 2011-2012. Foda est écarté en avril 2012.
En 2024, le club réalise le doublé Coupe-Championnat.

## Bilan sportif

### Palmarès
| Compétitions nationales |
| - Championnat d'Autriche (5) - Champion : 1998, 1999, 2011, 2024 et 2025. - Vice-champion : 1981, 1995, 1996, 2000, 2002, 2018, 2022 et 2023 - Championnat d'Autriche de deuxième division - Champion : 1955, 1964 (Regionalliga Mitte), 1966 (Regionalliga Mitte) - Coupe d'Autriche (7) - Vainqueur : 1996, 1997, 1999, 2010, 2018, 2023, 2024. - Finaliste : 1948, 1975, 1998, 2002 - Supercoupe d'Autriche (3) - Vainqueur : 1996, 1998, 1999 - Finaliste : 1997, 2002 |

### Bilan européen

#### Bilan
| Compétition                | P  | MJ  | V  | N  | D  | BP  | BC  | Diff. |
| -------------------------- | -- | --- | -- | -- | -- | --- | --- | ----- |
| Ligue des champions (C1)   | 8  | 54  | 17 | 7  | 30 | 58  | 85  | -27   |
| Coupe des coupes (C2)      | 3  | 12  | 5  | 3  | 4  | 14  | 11  | +3    |
| Ligue Europa (C3)          | 21 | 86  | 21 | 22 | 43 | 86  | 123 | -37   |
| Ligue Conférence (C4)      | 1  | 4   | 2  | 1  | 1  | 6   | 5   | +1    |
| Coupe Intertoto            | 3  | 10  | 3  | 5  | 2  | 16  | 11  | +5    |
| Coupe des villes de foires | 1  | 4   | 2  | 0  | 2  | 6   | 6   | 0     |
| Total                      | 37 | 170 | 50 | 38 | 82 | 186 | 241 | -55   |

#### Résultats
Légende
- Victoire ou qualification pour le tour suivant
- Match nul
- Défaite ou élimination de la compétition

Note : dans les résultats ci-dessous, le score du club est toujours donné en premier.
| Saison    | Compétition                | Tour                | Club                     | Domicile | Extérieur | Total             |
| --------- | -------------------------- | ------------------- | ------------------------ | -------- | --------- | ----------------- |
| 1970-1971 | Coupe des villes de foires | 32es de finale      | FC Ilves                 | 3 - 0    | 2 - 4     | 5 - 4             |
| 1970-1971 | Coupe des villes de foires | Seizièmes de finale | Arsenal FC               | 1 - 0    | 0 - 2     | 1 - 2             |
| 1974-1975 | Coupe UEFA                 | 32es de finale      | Royal Antwerp            | 2 - 1    | 0 - 1     | 2 - 2E            |
| 1975-1976 | Coupe des coupes           | Seizièmes de finale | Slavia Sofia             | 3 - 1    | 0 - 1     | 3 - 2             |
| 1975-1976 | Coupe des coupes           | Huitièmes de finale | Szombathelyi Haladás     | 2 - 0    | 1 - 1     | 3 - 1             |
| 1975-1976 | Coupe des coupes           | Quarts de finale    | Eintracht Francfort      | 0 - 2    | 0 - 1     | 0 - 3             |
| 1978-1979 | Coupe UEFA                 | 32es de finale      | Borussia Mönchengladbach | 1 - 2    | 1 - 5     | 2 - 7             |
| 1981-1982 | Coupe UEFA                 | 32es de finale      | CSKA Moscou              | 1 - 0    | 1 - 2     | 2E - 2            |
| 1981-1982 | Coupe UEFA                 | Seizièmes de finale | IFK Göteborg             | 2 - 2    | 2 - 3     | 4 - 5             |
| 1983-1984 | Coupe UEFA                 | 32es de finale      | Sportul Studenţesc       | 0 - 0    | 2 - 1     | 2 - 1             |
| 1983-1984 | Coupe UEFA                 | Seizièmes de finale | Hellas Vérone            | 0 - 0    | 2 - 2     | 2E - 2            |
| 1983-1984 | Coupe UEFA                 | Huitièmes de finale | Lokomotive Leipzig       | 2 - 0    | 0 - 1     | 2 - 1             |
| 1983-1984 | Coupe UEFA                 | Quarts de finale    | Nottingham Forest        | 1 - 1 ap | 0 - 1     | 1 - 2             |
| 1988-1989 | Coupe UEFA                 | 32es de finale      | Servette FC              | 0 - 0    | 0 - 1     | 0 - 1             |
| 1991-1992 | Coupe UEFA                 | 32es de finale      | FC Utrecht               | 0 - 1    | 1 - 3     | 1 - 4             |
| 1995-1996 | Coupe UEFA                 | Tour préliminaire   | Slavia Prague            | 0 - 1    | 1 - 1     | 1 - 2             |
| 1996-1997 | Coupe des coupes           | Seizièmes de finale | Sparta Prague            | 2 - 2    | 1 - 1     | 3 - 3E            |
| 1997-1998 | Coupe des coupes           | Seizièmes de finale | APOEL Nicosie            | 3 - 0    | 1 - 0     | 4 - 0             |
| 1997-1998 | Coupe des coupes           | Huitièmes de finale | AEK Athènes              | 1 - 0    | 0 - 2     | 1 - 2             |
| 1998-1999 | Ligue des champions        | Deuxième tour Q     | Újpest FC                | 4 - 0    | 3 - 2     | 7 - 2             |
| 1998-1999 | Ligue des champions        | Groupe C            | Spartak Moscou           | 0 - 2    | 0 - 0     | Quatrième         |
| 1998-1999 | Ligue des champions        | Groupe C            | Inter Milan              | 0 - 2    | 0 - 1     | Quatrième         |
| 1998-1999 | Ligue des champions        | Groupe C            | Real Madrid              | 1 - 5    | 1 - 6     | Quatrième         |
| 1999-2000 | Ligue des champions        | Troisième tour Q    | Servette FC              | 2 - 1    | 0 - 0     | 2 - 1             |
| 1999-2000 | Ligue des champions        | Groupe D            | Olympique de Marseille   | 3 - 2    | 0 - 2     | Troisième         |
| 1999-2000 | Ligue des champions        | Groupe D            | Manchester United        | 0 - 3    | 1 - 2     | Troisième         |
| 1999-2000 | Ligue des champions        | Groupe D            | Croatia Zagreb           | 1 - 0    | 0 - 3     | Troisième         |
| 1999-2000 | Coupe UEFA                 | Seizièmes de finale | Parme AC                 | 3 - 3 ap | 1 - 2     | 4 - 5             |
| 2000-2001 | Ligue des champions        | Deuxième tour Q     | Hapoël Tel-Aviv          | 3 - 0    | 2 - 1     | 5 - 1             |
| 2000-2001 | Ligue des champions        | Troisième tour Q    | Feyenoord Rotterdam      | 2 - 1    | 1 - 1     | 3 - 2             |
| 2000-2001 | Ligue des champions        | Groupe D            | Rangers FC               | 2 - 0    | 0 - 5     | Premier           |
| 2000-2001 | Ligue des champions        | Groupe D            | Galatasaray SK           | 3 - 0    | 2 - 2     | Premier           |
| 2000-2001 | Ligue des champions        | Groupe D            | AS Monaco                | 2 - 0    | 0 - 5     | Premier           |
| 2000-2001 | Ligue des champions        | Groupe A            | Valence CF               | 0 - 5    | 0 - 2     | Troisième         |
| 2000-2001 | Ligue des champions        | Groupe A            | Manchester United        | 0 - 2    | 0 - 3     | Troisième         |
| 2000-2001 | Ligue des champions        | Groupe A            | Panathinaïkos            | 2 - 0    | 2 - 1     | Troisième         |
| 2001      | Coupe Intertoto            | Deuxième tour       | FC Lausanne-Sport        | 0 - 1    | 3 - 3     | 3 - 4             |
| 2002-2003 | Ligue des champions        | Troisième tour Q    | Maccabi Haïfa            | 3 - 3    | 0 - 2     | 3 - 5             |
| 2002-2003 | Coupe UEFA                 | 64es de finale      | Livingston FC            | 5 - 2    | 3 - 4     | 8 - 6             |
| 2002-2003 | Coupe UEFA                 | 32es de finale      | Levski Sofia             | 1 - 0    | 0 - 1 ap  | 1 - 1 (8 - 7 tab) |
| 2002-2003 | Coupe UEFA                 | Seizièmes de finale | SS Lazio                 | 1 - 3    | 1 - 0     | 2 - 3             |
| 2005      | Coupe Intertoto            | Premier tour        | FC Rànger's              | 5 - 0    | 1 - 1     | 6 - 1             |
| 2005      | Coupe Intertoto            | Deuxième tour       | VfL Wolfsburg            | 1 - 3    | 2 - 2     | 3 - 5             |
| 2008      | Coupe Intertoto            | Deuxième tour       | Chakhtior Salihorsk      | 2 - 0    | 0 - 0     | 2 - 0             |
| 2008      | Coupe Intertoto            | Troisième tour      | Budapest Honvéd          | 0 - 0    | 2 - 1     | 2 - 1             |
| 2008-2009 | Coupe UEFA                 | Troisième tour Q    | FC Zurich                | 1 - 1 ap | 1 - 1     | 2 - 2 (2 - 4 tab) |
| 2009-2010 | Ligue Europa               | Deuxième tour Q     | Široki Brijeg            | 2 - 1    | 1 - 1     | 3 - 2             |
| 2009-2010 | Ligue Europa               | Troisième tour Q    | OFK Petrovac             | 5 - 0    | 2 - 1     | 7 - 1             |
| 2009-2010 | Ligue Europa               | Barrages Q          | Metalist Kharkiv         | 1 - 1    | 1 - 0     | 2 - 1             |
| 2009-2010 | Ligue Europa               | Groupe F            | Dinamo Bucarest          | 0 - 1    | 1 - 2     | Quatrième         |
| 2009-2010 | Ligue Europa               | Groupe F            | Galatasaray SK           | 1 - 0    | 1 - 1     | Quatrième         |
| 2009-2010 | Ligue Europa               | Groupe F            | Panathinaïkos            | 0 - 1    | 0 - 1     | Quatrième         |
| 2010-2011 | Ligue Europa               | Troisième tour Q    | Dinamo Tbilissi          | 2 - 0    | 1 - 1     | 3 - 1             |
| 2010-2011 | Ligue Europa               | Barrages Q          | Juventus FC              | 1 - 2    | 0 - 1     | 1 - 3             |
| 2011-2012 | Ligue des champions        | Deuxième tour Q     | Videoton FC              | 2 - 0    | 2 - 3     | 4 - 3             |
| 2011-2012 | Ligue des champions        | Troisième tour Q    | FC Zestafoni             | 1 - 0    | 1 - 1     | 2 - 1             |
| 2011-2012 | Ligue des champions        | Barrages Q          | BATE Borisov             | 0 - 2    | 1 - 1     | 1 - 3             |
| 2011-2012 | Ligue Europa               | Groupe L            | Lokomotiv Moscou         | 1 - 2    | 1 - 3     | Quatrième         |
| 2011-2012 | Ligue Europa               | Groupe L            | AEK Athènes              | 1 - 3    | 2 - 1     | Quatrième         |
| 2011-2012 | Ligue Europa               | Groupe L            | RSC Anderlecht           | 0 - 2    | 0 - 3     | Quatrième         |
| 2013-2014 | Ligue Europa               | Deuxième tour Q     | Breiðablik Kópavogur     | 0 - 1    | 0 - 0     | 0 - 1             |
| 2015-2016 | Ligue Europa               | Troisième tour Q    | Rubin Kazan              | 2 - 3    | 1 - 1     | 3 - 4             |
| 2017-2018 | Ligue Europa               | Deuxième tour Q     | Mladost Podgorica        | 0 - 1    | 3 - 0     | 3 - 1             |
| 2017-2018 | Ligue Europa               | Troisième tour Q    | Fenerbahçe SK            | 1 - 2    | 1 - 1     | 2 - 3             |
| 2018-2019 | Ligue des champions        | Deuxième tour Q     | Ajax Amsterdam           | 1 - 3    | 0 - 2     | 1 - 5             |
| 2018-2019 | Ligue Europa               | Troisième tour Q    | AEK Larnaca              | 0 - 2    | 0 - 5     | 0 - 7             |
| 2019-2020 | Ligue Europa               | Deuxième tour Q     | FK Haugesund             | 2 - 1    | 0 - 2     | 2 - 3             |
| 2021-2022 | Ligue Europa               | Barrages Q          | NŠ Mura                  | 2 - 0    | 3 - 1     | 5 - 1             |
| 2021-2022 | Ligue Europa               | Groupe B            | AS Monaco                | 1 - 1    | 0 - 1     | Quatrième         |
| 2021-2022 | Ligue Europa               | Groupe B            | PSV Eindhoven            | 1 - 4    | 0 - 2     | Quatrième         |
| 2021-2022 | Ligue Europa               | Groupe B            | Real Sociedad            | 0 - 1    | 1 - 1     | Quatrième         |
| 2022-2023 | Ligue des champions        | Troisième tour Q    | Dynamo Kiev              | 1 - 2 ap | 0 - 1     | 1 - 3             |
| 2022-2023 | Ligue Europa               | Groupe F            | SS Lazio                 | 0 - 0    | 2 - 2     | Quatrième         |
| 2022-2023 | Ligue Europa               | Groupe F            | Feyenoord Rotterdam      | 1 - 0    | 0 - 6     | Quatrième         |
| 2022-2023 | Ligue Europa               | Groupe F            | FC Midtjylland           | 1 - 0    | 0 - 2     | Quatrième         |
| 2023-2024 | Ligue des champions        | Troisième tour Q    | PSV Eindhoven            | 1 - 3    | 1 - 4     | 2 - 7             |
| 2023-2024 | Ligue Europa               | Groupe D            | Atalanta Bergame         | 2 - 2    | 0 - 1     | Troisième         |
| 2023-2024 | Ligue Europa               | Groupe D            | Sporting CP              | 1 - 2    | 0 - 3     | Troisième         |
| 2023-2024 | Ligue Europa               | Groupe D            | Raków Częstochowa        | 0 - 1    | 1 - 0     | Troisième         |
| 2023-2024 | Ligue Europa Conférence    | Barrages            | Slovan Bratislava        | 4 - 1    | 1 - 0     | 5 - 1             |
| 2023-2024 | Ligue Europa Conférence    | Huitièmes de finale | LOSC Lille               | 0 - 3    | 1 - 1     | 1 - 4             |
| 2024-2025 | Ligue des champions        | Phase de ligue      | Stade brestois           | N/A      | 1 - 2     | 30e               |
| 2024-2025 | Ligue des champions        | Phase de ligue      | Club Bruges              | 0 - 1    | N/A       | 30e               |
| 2024-2025 | Ligue des champions        | Phase de ligue      | Sporting CP              | 0 - 2    | N/A       | 30e               |
| 2024-2025 | Ligue des champions        | Phase de ligue      | Borussia Dortmund        | N/A      | 0 - 1     | 30e               |
| 2024-2025 | Ligue des champions        | Phase de ligue      | Girona FC                | 1 - 0    | N/A       | 30e               |
| 2024-2025 | Ligue des champions        | Phase de ligue      | LOSC Lille               | N/A      | 2 - 3     | 30e               |
| 2024-2025 | Ligue des champions        | Phase de ligue      | Atalanta Bergame         | N/A      | 0 - 5     | 30e               |
| 2024-2025 | Ligue des champions        | Phase de ligue      | RB Leipzig               | 1 - 0    | N/A       | 30e               |
| 2025-2026 | Ligue des champions        | Barrages Q          | FK Bodø/Glimt            | -        | -         | -                 |

## Joueurs
- Christian Gratzei
- Mario Haas
- Andreas Hölzl
- Walter Hörmann
- Robert Ibertsberger (en)
- Gernot Jurtin
- Otto Konrad
- Roman Mählich
- Günther Neukirchner (en)
- Anton Pichler
- Gilbert Prilasnig (en)
- Hannes Reinmayr
- Manfred Steiner
- Gerald Strafner (en)
- Heinz Thonhofer (en)
- Arnold Wetl
- Mihailo Petrović
- Božo Bakota
- Jan-Pieter Martens (en)
- Rasmus Højlund
- Darko Milanič
- Markus Schupp (en)
- Imre Szabics
- Ivica Vastić